# Nicole Panis
Nicole Panis (Hoogwoud, 3 juli 2000) is een voetbalspeelster uit Nederland. Ze speelt als doelverdediger voor CS Marítimo in de Campeonato Nacional Feminino.

## Clubcarrière
Panis begon met voetballen voor HOSV. Ook kwam ze een periode uit voor VV Grasshoppers. Hierna kwam ze in het talententeam van Ajax terecht waar ze een jaar onderdeel van uitmaakte. Vervolgens ging Panis voetballen en studeren aan de Universiteit van de Cumberlands in Kentucky in de Verenigde Staten. Na een seizoen in Kentucky stapte Panis over naar de Lamar-universiteit in Texas. Na afloop van het 2023 seizoen werd Panis verkozen tot 'keepster van het jaar'.
In februari 2024 tekende Panis een contract bij het Portuguse CS Marítimo uit Funchal op het eiland Madeira. Sinds het seizoen 2023/25 is Panis eerste keepster van de club actief in de Campeonato Nacional Feminino.

## Statistieken
| Seizoen | Club        | Competitie                   | Competitie | Competitie | Beker | Beker | Overig | Overig | Totaal | Totaal |
| Seizoen | Club        | Competitie                   | Wed.       | Dlp.       | Wed.  | Dlp.  | Wed.   | Dlp.   | Wed.   | Dlp.   |
| ------- | ----------- | ---------------------------- | ---------- | ---------- | ----- | ----- | ------ | ------ | ------ | ------ |
| 2023/24 | CS Marítimo | Campeonato Nacional Feminino | 1          | 0          | 0     | 0     | 0      | 0      | 1      | 0      |
| 2024/25 | CS Marítimo | Campeonato Nacional Feminino | 15         | 0          | 0     | 0     | 0      | 0      | '15    | 0      |
| Totaal  | Totaal      | Totaal                       | 16         | 0          | 0     | 0     | 0      | 0      | 16     | 0      |

Bijgewerkt t/m 24 februari 2025.

## Interlandcarrière
In 2018 werd Panis voor het eerst opgeroepen voor Nederland -19. Ze maakte onderdeel uit van de Nederlandse selectie op het EK -19 in Noorwegen.